# Conrad II le Gris
Conrad II le Gris ( polonais: Konrad II Siwy) (né un 25 mars 1338/1340 – † le 10 juin 1403) est un duc d'Oleśnica (allemand Oels), Koźle (allemand Kosel) et de la moitié de Bytom (allemand : Beuthen) depuis 1366 et duc de la moitié de  Ścinawa (allemand Steinau) depuis 1397 jusqu'à sa mort. 

## Éléments de biographie
Conrad II dit le Gris est le second enfant mais seul fils du duc Conrad Ierd' Oleśnica et de son épouse Euphemia, fille de Władysław, duc de Koźle-Bytom.
Après la mort de son père en 1366, Conrad II hérite de l'ensemble de ses domaines comme seul duc. On ne possède que peu d'information sur son règne. En 1377 il nomme son fils unique et héritier le futur Conrad III comme corégent. En 1397 il reçoit en héritage la moitie de Ścinawa (allemand: Steinau) après la mort de Henri VIII le Moineau.
Vers  22 février 1354 il épouse Agnès (née 1338 – † entre le 6 février et le 27 avril 1371), fille de Casimir Ier de Cieszyn. Ils n'ont qu'un fils unique:
- Conrad III « l'Ancien »

## Sources
- (de) Europäische Stammtafeln Vittorio Klostermann, Gmbh, Francfort-sur-le-Main, 2004  (ISBN 3465032926),  Die Herzoge von Öls und Wohlau †1492 des Stammes der Piasten  Volume III Tafel 14.
- (en) & (de) Peter Truhart, Regents of Nations, K. G Saur Münich, 1984-1988  (ISBN 359810491X),  Art. « Oels + Bernstadt, Kosel, Wartenberg »  p. 2.453